# Lantéfontaine
Lantéfontaine ist eine französische Gemeinde mit 734 Einwohnern (Stand: 1. Januar 2022) im Département Meurthe-et-Moselle in der Region Grand Est (bis 2015 Lothringen). Die Gemeinde gehört zum Arrondissement Val-de-Briey und ist Mitglied im Gemeindeverband Communauté de communes Orne Lorraine Confluences. Die Einwohner werden Lantéfontainois und Lantéfontenoises genannt.

## Lage
Lantéfontaine liegt etwa 20 Kilometer westsüdwestlich von Thionville am Flüsschen Sèchevaux, das manchmal auch Ruisseau des Sept Chevaux genannt wird. Umgeben wird Lantéfontaine von den Nachbargemeinden Anoux im Norden, Val de Briey im Nordosten und Osten, Les Baroches im Südosten und Süden, Lubey im Südwesten sowie Fléville-Lixières im Westen.

## Bevölkerungsentwicklung
| Jahr                       | 1962 | 1968 | 1975 | 1982 | 1990 | 1999 | 2006 | 2019 |
| Einwohner                  | 323  | 355  | 439  | 615  | 699  | 685  | 713  | 746  |
| Quellen: Cassini und INSEE |      |      |      |      |      |      |      |      |

## Sehenswürdigkeiten
- Pfarrkirche Saint-Hubert aus dem 18. Jahrhundert, im 19. Jahrhundert zerstört, 1848 wieder aufgebaut
- Pfarrkirche Saint-Pierre im Ortsteil Immonville aus dem 12. Jahrhundert, Umbauten aus dem 18./19. Jahrhundert

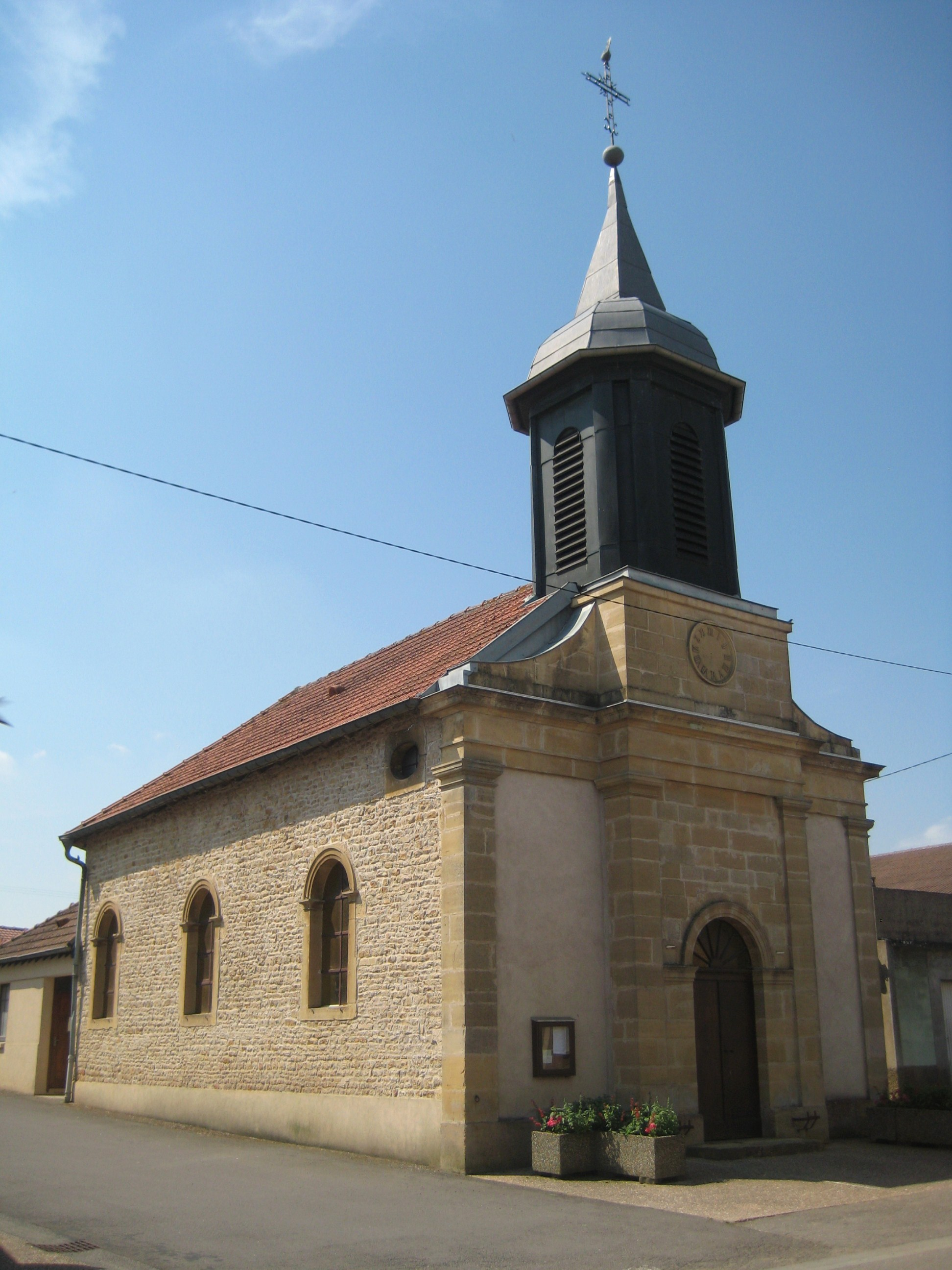
Pfarrkirche Saint-Hubert
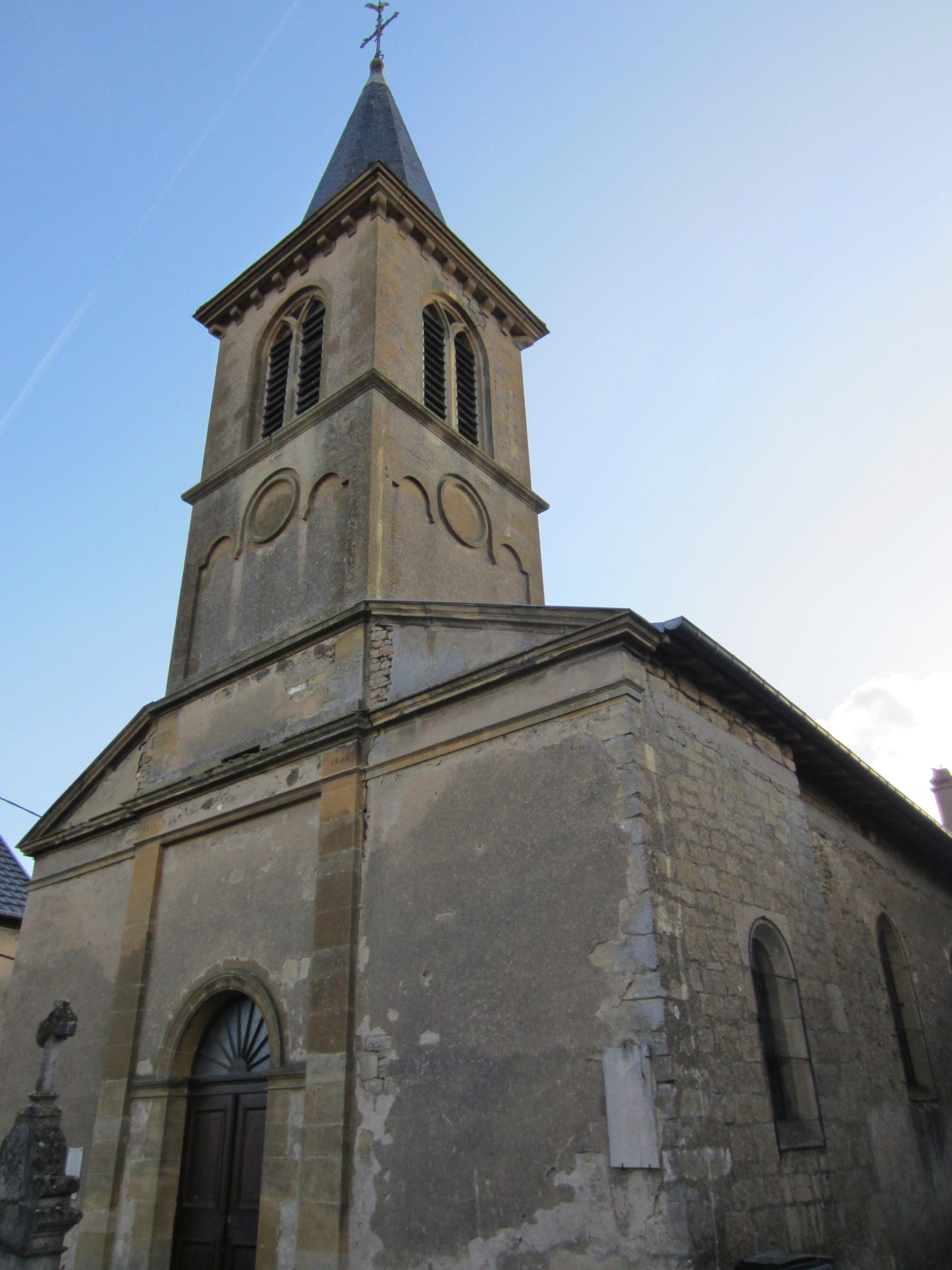
Pfarrkirche Saint-Pierre